# Estación de Parque Europa
Parque Europa es una estación de la línea 12 del Metro de Madrid situada bajo la calle Francia, en el centro de Fuenlabrada. 

## Historia
La estación abrió al público el 11 de abril de 2003.
Entre el 21 de junio y el 5 de septiembre de 2021 permaneció cerrada por el corte de la línea entre Hospital de Móstoles y Conservatorio para llevar a cabo obras de reparación en la infraestructura. Se habilitó un Servicio Especial de autobús gratuito con parada en el entorno de las estaciones afectadas.

## Accesos
Vestíbulo Parque Europa
- Francia C/ Francia, 34 (esquina Avda. de las Naciones)
- Ascensor C/ Francia, 36

## Líneas y conexiones

### Metro
| << cabecera | < estación              | línea | estación >          | cabecera >> |
| ----------- | ----------------------- | ----- | ------------------- | ----------- |
| circular    | Hospital de Fuenlabrada |       | Fuenlabrada Central | circular    |

### Autobuses
| Diurnos   |                       |                                          |                 |
| Línea     | Destino               | Parada                                   | Operador        |
| 2         | Circular Verde        | 07727 Francia-Est.Parque Europa (N.º 36) | EMT Fuenlabrada |
| 4         | Loranca               | 07727 Francia-Est.Parque Europa (N.º 36) | EMT Fuenlabrada |
| 3         | Circular Roja         | 07725 Francia-Av. Naciones (N.º 33)      | EMT Fuenlabrada |
| 4         | El Arroyo - La Fuente | 07725 Francia-Av. Naciones (N.º 33)      | EMT Fuenlabrada |
| Nocturnos |                       |                                          |                 |
| Línea     | Destino               | Parada                                   | Operador        |
| 5         | Urbano Nocturno       | 07725 Francia-Av. Naciones (N.º 33)      | EMT Fuenlabrada |

| Diurnos |                                    |                                     |              |
| Línea   | Destino                            | Parada                              | Operador     |
| 491     | Fuenlabrada (Bº del Naranjo)       | 07726 Francia-Holanda (N.º 26)      | Martín, S.A. |
| 492     | Fuenlabrada (Parque Granada)       | 07726 Francia-Holanda (N.º 26)      | Martín, S.A. |
| 493     | Fuenlabrada (Urbanización Loranca) | 07726 Francia-Holanda (N.º 26)      | Martín, S.A. |
| 491     | Madrid (Aluche)                    | 07725 Francia-Av. Naciones (N.º 33) | Martín, S.A. |
| 492     | Madrid (Aluche)                    | 07725 Francia-Av. Naciones (N.º 33) | Martín, S.A. |
| 493     | Madrid (Aluche)                    | 07725 Francia-Av. Naciones (N.º 33) | Martín, S.A. |